# 30851 Reißfelder
30851 Reißfelder è un asteroide della fascia principale. Scoperto nel 1991, presenta un'orbita caratterizzata da un semiasse maggiore pari a 2,1627635 UA e da un'eccentricità di 0,0375861, inclinata di 2,68125° rispetto all'eclittica.